# Yehiel de Paris
Yehiel ben Joseph, Sire Vives et surnommé Vivus Meldensis (« Vives de Meaux ») en latin, est un rabbin né à Meaux vers la fin du XIIe siècle et mort, peut-être, à Haïfa, dans le royaume franc de Jérusalem, en 1268.

## Biographie
Disciple du Rav Judah ben Isaac (sire Léon de Paris), il lui succède à la tête de sa yeshiva en 1225, riche de 300 étudiants, dont certains deviendront de célèbres tossafistes, comme le rabbin Meïr de Rothenburg.
La situation étant précaire, tant à cause des Croisades que de la pauvreté des étudiants, Yehiel de Paris doit envoyer une délégation dans les pays où la situation est plus confortable pour les Juifs.
En 1240 (qui correspond à l'an 5000 du calendrier hébraïque), le roi Louis IX ordonne la tenue d'une dispute religieuse entre tenants du judaïsme et de la chrétienté au sujet du Talmud : c'est le procès du Talmud de Paris. Yehiel de Paris représente les Juifs. Son adversaire est un Juif passé au christianisme du nom de Nicolas Donin, l'un de ses anciens étudiants, qu'il a excommunié pour « croyances hétérodoxes ».
Toutes les allégations sont réfutées par Yehiel. Mais ces disputes n'étaient souvent qu'une mise en scène, jouée d'avance. Finalement, après deux ans de pressions, 24 charrettes de traités talmudiques seront livrées aux flammes.
Yehiel de Paris continua d'enseigner le Talmud, rédigeant des Tossafot, établissant des décrets halakhiques, etc. Cependant, l'atmosphère devient bientôt intenable, et il s'embarque pour la terre d'Israël en compagnie de son fils Joseph, Messire Delicieux et nombre de ses disciples où il s'installe à Acre. Il y meurt vers 1265 ou 1268 et est inhumé à Haïfa, près du mont Carmel. Certains chercheurs affirment cependant qu'il n'aurait jamais fait ou terminé ce voyage et qu'il est décédé à Paris (en 1260 ou en 1264) ou bien en Morée.
Un débris de tombe retrouvé à Paris porte une épitaphe qui pourrait être celle de rabbi Yehiel :
« מורנו

יחיאל (י)

לגן עד »